# VEB Stuck und Naturstein
Der VEB Stuck und Naturstein wurde 1952 in Berlin gegründet. Er war als Ausbaubetrieb der Leitbetrieb der Erzeugnisgruppe Stuck und Gipsbauelemente und hatte seinen Sitz in der Rhinstraße 50 in Berlin-Marzahn.

## Geschichte
Dort wurden Gipsbauelemente wie Deckenplatten und Schallabsorberelemente entwickelt und produziert, z. B. die Elemente der Moki-Decken (Deckenzierleisten oder Dekenrosetten). Gleichzeitig war der Betrieb in die Bauforschung der Bauakademie der DDR eingebunden. Er gehörte zur Vereinigung Volkseigener Betriebe VVB Bau und Baustoffe.
Seit 1970 entwickelte das Unternehmen gemeinsam mit Karl-Heinz Adler und Friedrich Kracht die Elemente des seriellen Betonformsteinsystems, die dann bis 1990 dort produziert und ausgeliefert wurden. Gemeinsam mit den Künstlern gab der Betrieb 1975 einen Katalog Beton-Formstein-Programm zum System heraus.

## Abteilungen

### Fachabteilung Mosaikentwurf
Die Mosaikwerkstatt wurde 1958 von Lothar Scholz mitbegründet und von ihm bis 1966 geleitet. Hier entstand unter anderem das Mosaik von Walter Womacka am Berliner Haus des Lehrers. Die Künstlerin Ortraud Lerch arbeitete seit den 1960er Jahren bis 1990 in der Abteilung. Sie schuf unter anderem den Glasmosaik-Springbrunnen im Garten des DDR-Staatsratsgebäudes in Berlin-Mitte.

### Bildhauerwerkstatt
Der Betrieb spielte eine bedeutende Rolle in der Altbausanierung und bei der Rekonstruktion historischer Bausubstanz mit der Produktion von vorgefertigten Architektur- und Schmuckelementen. Die für die Ausführung zahlreicher Aufträge zuständige Bildhauerwerkstatt wurde 1958 gegründet und wurde 1958 bis 1990 leitete Jürgen Klimes. Die auch als Bildhauerwerkstatt Klimes bekannte Steinbildhauerei bildete mehrere Generationen von Steinbildhauern aus.
Eine Restauratorenwerkstatt des Betriebes befand sich in Berlin-Mitte, Jüdenstraße, und stand unter Leitung von Karl Gölz. Sie führte um 1980 Rekonstruktionsarbeiten an Figuren des Märchenbrunnens in Berlin-Friedrichshain aus.